# Turgutluspor
Turgutluspor is een sportclub opgericht in 1984 te Turgutlu, een district van de provincie Manisa, Turkije. De clubkleuren zijn rood en zwart. De thuisbasis van de voetbalclub is het 7 Eylülstadion (7 Eylül = 7 september).
Turgutluspor is als Yeni Turgutluspor opgericht na een fusie van Tukaşspor en Toprakspor. In het seizoen 1990/91 eindigde Yeni Turgutluspor eerste in de derde divisie (Türkiye Futbol Federasyonu 2. Lig). Echter, omdat ze in de laatste wedstrijd een speler hadden opgesteld die niet speelgerechtigd was, werden de drie punten afgehaald van hun puntentotaal. Hierdoor promoveerden ze dat jaar niet. Het jaar erop werden ze 'weer' kampioen en promoveerde Yeni Turgutluspor voor zes seizoenen naar de tweede divisie (de latere Türkiye Futbol Federasyonu 1. Lig). In 2004 degradeerde Turgutluspor naar 2. Lig. De club heeft een rivaliteit met Akhisar Belediyespor.

## Bekende (ex-)spelers
- Serhat Akin
- Recep Biler

Groep I : 23 Elazığ FK · Anadolu Üniversitesi · Artvin Hopaspor · Belediye Kütahyaspor · Bornova 1877 · Bulvarspor · Bursaspor · Düzcespor · Ergene Velimeşe SK · Kahramanmaraşspor · Karşıyaka · Kırşehir Futbol SK ·  Kuşadasıspor · Muş 1984 Muşspor · Silifke Belediyespor · Tokat Belediye Plevnespor

Groep II :Adıyamam FK · Amasyaspor FK · Balıkesirspor · Beykoz İshaklı Spor · Çayelispor · Etimesgut Belediyespor · Fatsa Belediyespor · İnegöl Kafkas · Kelkit Hürriyet SK · Mazıdağı Fosfatspor · Muğlaspor · Nevşehir Belediyespor · Silivrispor · Tire 2021 FK · Türkmetal 1963 Spor · Uşakspor

Groep III : 1922 Konyaspor · 52 Orduspor · Alanya Kestelspor · Aliağa FK · Ayvalıkgücü Belediyespor · Bayburt Özel İdarespor · Bursa Yıldırımspor · Çankaya SK · Çorluspor 1947 · Efeler 09 Spor · Karabük İdmanyurduspor · Küçükçekmece Sinop SK · Osmaniyespor FK ·  Pazarspor · Viranşehir Belediyespor · Yozgat Belediyesi Bozokspor

Groep IV : 1926 Polatlı Belediyespor · Ağrı 1970 Spor · Bergama SF · Büyükçekmece Tepecikspor · Denizlispor · Edirnespor · Kahramanmaraş İstiklalspor · Kırıkkalegücü Futbol SK · Mardin 1969 Spor · Niğde Belediyespor · Orduspor 1967 · Sebat Gençlikspor · Talasgücü Belediyespor ·  Turgutluspor · Zonguldak Kömürspor